# Endometriosi toracica
L'endometriosi toracica (o TES, dall'inglese thoracic endometriosis syndrome) è una sindrome dovuta alla presenza di tessuto simil-endometriale nelle componenti toraciche: parenchima polmonare, pleura, vie aeree.

## Clinica
È un disturbo raro, con clinica poco chiara, caratterizzata da pneumotorace (73% dei casi), emotorace (14%), emottisi (4%), spesso correlati al ciclo.

## Diagnostica
La diagnosi differenziale può essere difficile per la caratteristica transitorietà dei reperti, anche TC o bioptici, potendo regredire totalmente al di fuori della fase mestruale del ciclo.

## Trattamento
Il trattamento è il medesimo dell'endometriosi.